# جورج كوشران
جورج كوشران (بالإنجليزية: George Cochran) هو لاعب كرة قاعدة أمريكي، ولد في 12 فبراير 1889 في روسك في الولايات المتحدة، وتوفي في 21 مايو 1960 في Harbor City, Los Angeles ‏ في الولايات المتحدة.

## وصلات خارجية
- جورج كوشران على موقعبيزبول رفرنس.كوم (الدوري الرئيسي) (الإنجليزية)
- جورج كوشران على موقعبيزبول رفرنس.كوم (الدوري الثانوي) (الإنجليزية)